# نازلی صبری
نازلی صبری (به عربی: ملکة نازلی بنت صبری) (زاده ۲۵ ژوئن ۱۸۹۴ – درگذشته ۲۹ مه ۱۹۷۸)، ملکه مصر و همسر ملک فؤاد بوده‌است.

## زندگی‌نامه
ملکه نازلی، فرزند عبدالرحیم پاشا صبری وزیر کشاورزی مصر و مادرش هم توفیقه شریف بود و دارای خانواده‌ای فرانسوی‌تبار بودند.
نازلی از همان ابتدا در مدارس فرانسوی اسکندریه و قاهره تعلیم دید و پدرش او را برای تحصیل به پاریس فرستاد و دو سال بعد به مصر بازگشت و به اجبار به عقد پسر عمویش خلیل صبری درآمد که یک سال بعد از ازدواج، طلاق گرفت. چند ماه بعد نامزد سعید زغلول شد که مدتی بعد نامزدیشان بهم خورد تا اینکه ملک فؤاد، نازلی را دید و دلباخته‌اش شد. نازلی باز هم از روی اجبار با ملک فؤاد که ۲۴ سال بزرگتر از او بود در ۲۴ مه ۱۹۱۹ ازدواج کرد. حاصل این ازدواج فاروق بود و چهار دختر به نام‌های :فوزیه، فایزه، فایقه و فتحیه.
نازلی در دوران زندگی خود جزء جذاب‌ترین زنان مصر به‌شمار می‌رفت. نازلی از سوی شوهرش ملک فؤاد بسیار تحت فشار بود حتی مدتی تهدید شد که حق ندارد از کاخ بیرون برود و محدودیت‌های زیادی در زمان حیات شوهرش داشت. زندگی این زوج بسیار طوفانی و پر از جدل و درگیری بود حتی گفته می‌شد نازلی یک بار قصد خودکشی با آسپرین را داشت که نجات پیدا کرد. با این حال نازلی زن بی‌دست و پا و ضعیفی نبود و برای حفظ موقعیتش در تلاش بود تا اینکه در پارلمان نیز جایگاهی یافت. تا اینکه با مرگ ملک فؤاد و رسیدن پسرش فاروق به سلطنت به آزادی رسید.
در سال ۱۳۱۸ فوزیه دختر بزرگ ملکهٔ نازلی با محمدرضا پهلوی (ولیعهد ایران و بعدها شاه ایران) ازدواج کرد و صاحب یک دختر شد. که البته این ازدواج دوام چندانی نداشت و به طلاق منجر شد.
نازلی یکی از بزرگ‌ترین مجموعه جواهرات را داشت و همیشه نامش در فهرست ثروتمندترین و جذاب‌ترین زنان دنیا بود. داشتن روابط و خوش‌گذرانی‌ها از جمله شایعاتی است که پشت سر نازلی گفته می‌شد. به دلیل این رفتارها و یکسری اتفاقات، ملک فاروق تمامی القاب و امتیازات مادرش را سلب کرد. بعد از انقلاب ۱۹۵۲ مصر و خلع فاروق از سلطنت نازلی به همراه دخترش فتحیه و دامادش ریاض غالی در ایالات متحده زندگی می‌کرد و به‌دنبال بیکاری و بی‌پولی دامادش زندگی‌اش را از دخترش جدا کرد. گفته شده چند باری از فاروق درخواست پول کرد ولی فاروق از مادرش دریغ کرد. نازلی از انور سادات درخواست گذرنامه مصری و بازگشت به مصر کرد که پذیرفته شد اما یک روز پیش از حرکت به مصر دخترش فتحیه به دست شوهرش ریاض غالی به قتل رسید و نازلی در ایالات متحده ماند و نهایتاً در اثر بیماری در سال ۱۹۷۸ در کالیفرنیا درگذشت.

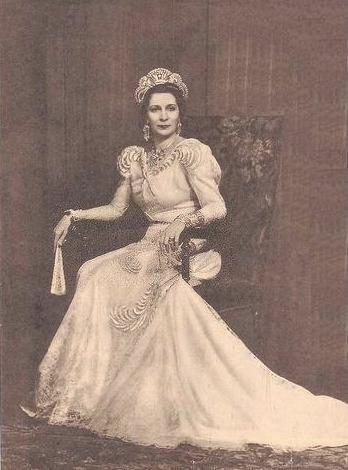

## جواهرات
در سال ۱۹۳۹، ملکه نازلی برای مراسم ازدواج محمدرضا شاه پهلوی و دخترش ملکه فوزیه، گردنبند و گوشواره‌ای از الماس را به جواهرسازی ون کلیف اند آرپلز سفارش داد. گردنبند در سال ۲۰۱۵، به مبلغ ۴٫۳ میلیون دلار به فروش رفت.